# James Butler, V conte di Ormond

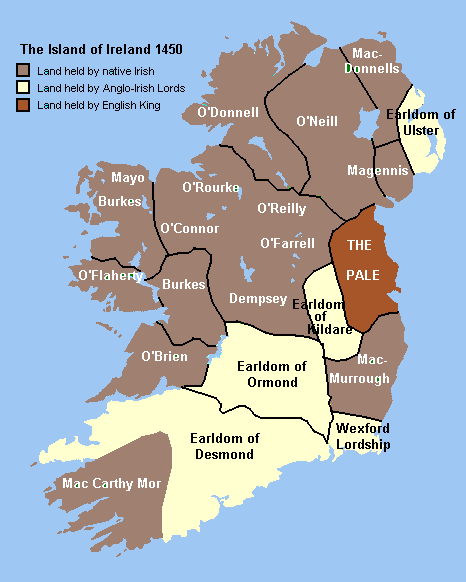
L'Irlanda nel 1450.

James Butler (4 novembre 1420 – Newcastle upon Tyne, 1º maggio 1461) è stato un nobile irlandese, quinto conte di Ormond, sostenitore dei Lancaster durante la guerra delle due rose.

## Biografia
Era figlio di James Butler, IV conte di Ormond e di Joan de Beauchamp.
Venne creato conte di conte di Wiltshire da Enrico VI d'Inghilterra l'8 luglio 1449 come ricompensa per la fedeltà dimostrata alla dinastia reale.
Nel 1451 divenne Lord luogotenente d'Irlanda; l'anno successivo ereditò il titolo di suo padre e fu inoltre nominato Lord luogotenente per dieci anni.
Nel 1454 fu fatto Lord gran tesoriere e nel 1459 cavaliere dell'ordine della giarrettiera.
Quando scoppiò la guerra civile dinastica, conosciuta col nome di guerra delle due rose, James si schierò dalla parte dei Lancaster e divenne uno dei più strenui sostenitori della regina consorte Margherita d'Anjou. Fu presente alla prima battaglia di St Albans nel 1455, alla Battaglia di Mortimer's Cross nel 1461 e alla battaglia di Towton. Subito dopo quest'ultimo combattimento, dove l'esercito dei Lancaster venne sconfitto, gli Yorkisti presero James e altri leader sopravvissuti e li condannarono a morte.

## Matrimonio
James si sposò due volte. La prima moglie fu Amicia o Avice Stafford, figlia di Sir Richard Stafford e Maud Lovell.
In virtù dei diritti di sua moglie, nel maniero di Frome egli esercitò il patrocinio nella chiesa parrocchiale di Frome.
La seconda moglie fu Eleanor Beaufort, figlia di Edmund Beaufort, II duca di Somerset e Lady Eleanor Beauchamp.
Da entrambi i matrimoni non ebbe figli e alla sua morte la contea passò al fratello minore John Butler, VI conte di Ormond.